# 安东·温克勒
安东·温克勒（德語：Anton Winkler，1954年2月23日—2016年10月8日），德国男子雪橇运动员。他曾代表西德参加1976年和1980年冬季奥林匹克运动会雪橇比赛，其中1980年冬季奥运会获得一枚铜牌。